# 浮士德

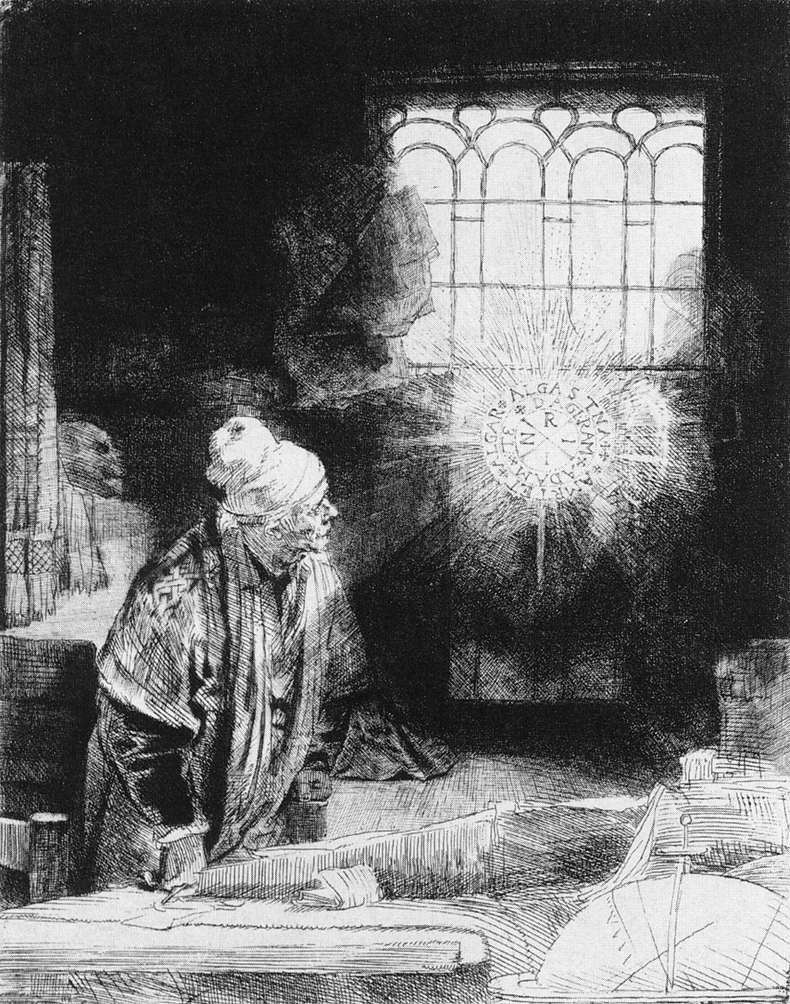
林布蘭所繪的浮士德版畫（circa 1650）

有關浮士德的民間傳説是自歐洲文藝復興時期以來，歐洲文學最爲廣泛的題材之一。此故事梗概在各個文學作品中有所不同，但主要表述為“煉金師浮士德召喚魔鬼梅菲斯特，為追求永恆知識、個人的野心，向他出賣了靈魂”。“浮士德”的原型一般認爲是歐洲中世紀德國煉金術士“約翰·格奧爾格·浮士德”，這是帶有傳説色彩的人物，因其在煉金時意外爆炸死亡，時有傳聞他是向“魔鬼”出賣靈魂遭到報應。直至18世紀前，因此人物對知識的追求，浮士德在傳統文學界的標籤是“智慧”，但同時又是“愚蠢和狡猾”的象徵，因他為追求前者出賣了靈魂。不過在近現代文學界，針對浮士德傳説的文學評價也上升到了“人類在信仰與科學的對立之間”，探討浮士德本身在“追求知識永恆”的同時又侷限於“被信仰塑造的世界”之間的“自我認可”、“自我實現”以及“社會認可”之衝突。有許多文學、音樂、歌劇、電影或漫畫以這個故事為藍本加以改編，例如白遼士《浮士德的天譴》、李斯特《浮士德交響曲》、古諾《浮士德》、英國劇作家克里斯多福·馬洛所著《浮士德博士的悲劇》以至手塚治虫漫畫作品《浮士德》。

## 故事梗概
浮士德是博學多聞的學者，他因對於自己現況的不滿以及對知識的欲念，變得沮喪消沉。當他試圖自盡時，長嘯道“若是能賜予我永恆的學識，與魔鬼達成交易也在所不惜”而作爲回應，魔鬼梅菲斯特出現，并與他達成交易；梅菲斯特可在二十四年的期限内供浮士德驅使，但在浮士德死後，其靈魂必須受地獄奴役，直到永遠。
在歌德等文豪的作品及後續故事中，浮士德利用梅菲斯特的力量誘拐了一名純潔無瑕的美少女——格雷琴；當她產下與浮士德的私生子后，她的生活被摧毀了。當她意識到此等行爲的不潔，淹死了私生子并因此被捕，后受刑死去。然而，格雷琴的純真卻使她得到救贖，天使引她上了天堂。在早期的故事中，浮士德自願的墮落使世人認爲他不可能得到原諒，必會下地獄。但歌德則描寫浮士德透過懺悔，在死後與格雷琴的魂靈合二爲一，以純真女性的形象得到神的救贖。

## 文學形象

### 文學原型對比

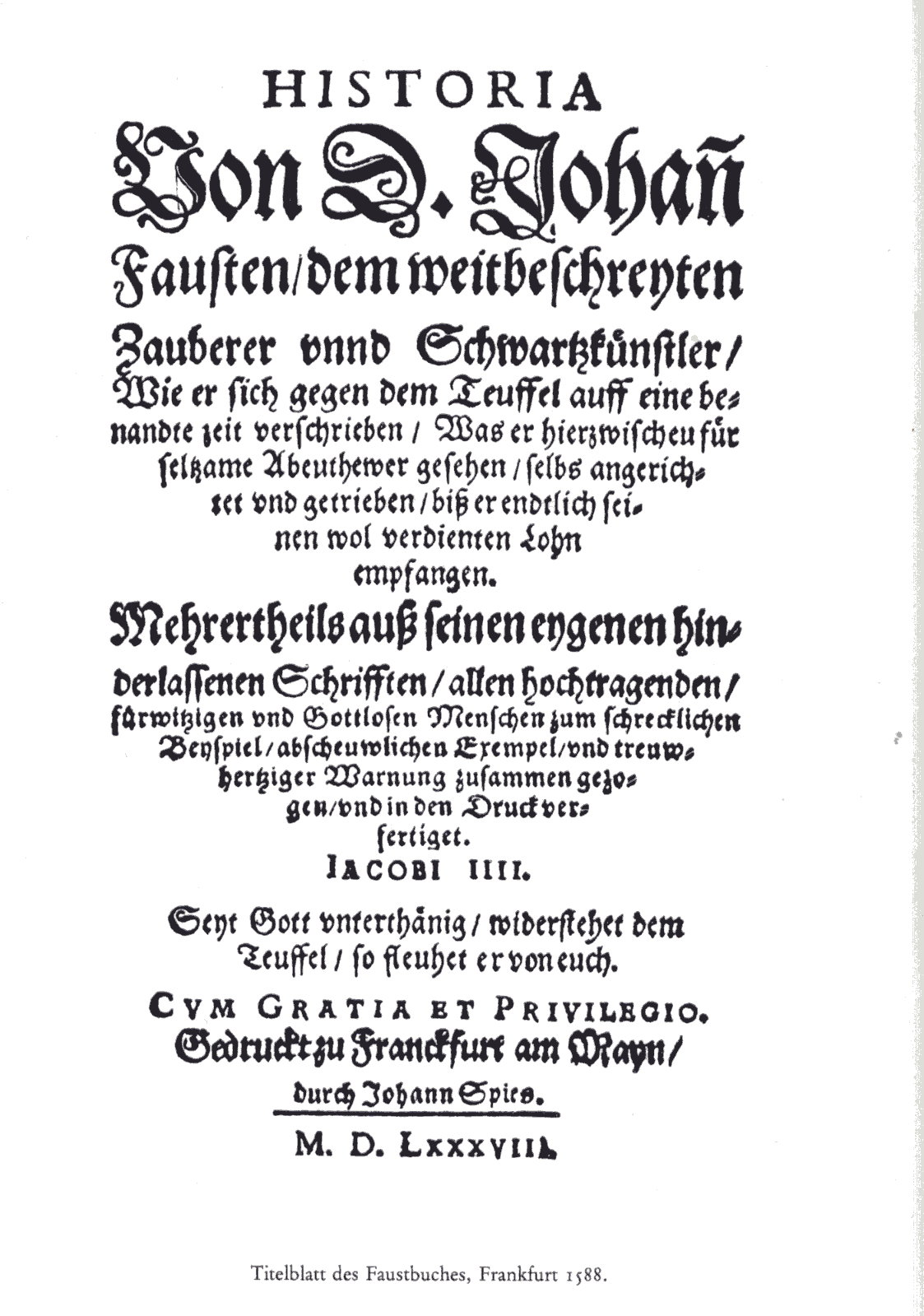
《約翰·浮士德記》扉頁。本書首部系統講述浮士德生平的民間讀物。

浮士德的文學形象常和歷史上的其他題材的角色對比，諸如挑戰衆神的普羅米修斯、皮格馬利翁的欲想、七宗罪之一的驕傲（在中世紀戲劇中，“七宗罪”被具象化，可由演員演出）、唐璜的色欲、多托雷的博學；諾斯底派異端、迦太基的西普裏安以及亞瑟王傳説中的魔法師梅林。而前述人物都有可能是浮士德文學材料的神話或歷史原型。

### 文艺复兴與巴洛克時期

#### 早期讀物
在十六世纪时，当时流行于占卜师、炼金师之间的一些魔导书籍就记载了一類名爲“域之诱惑”的咒语，此類咒語被认为是一位名叫“约翰·浮士德”的炼金术师开创的。而当神秘学没落后，“約翰·浮士德”的形象开始文学化，但他从“自中世纪对科学智識之压抑解放出來的角色”演變成一個“傲慢”“虛妄”的標誌性人物。在早期，“浮士德”的名字通常與“惡人”或“愚者”相關聯。
首本講述約翰·浮士德故事的書籍，被認爲是由德國出版商约翰·斯匹斯在1587年出版的《約翰·浮士德記》，有學者將其歸類爲“民間讀本”；該書描寫了浮士德在神學及醫學方面的研究、對巫術魔法的執著、與魔鬼的誓盟，以及他的靈魂被前者帶入地獄的結局。在本書中，斯匹斯對基督教傳統價值觀的捍衛是顯而易見的，他通過使用一個狂妄自大的浮士德形象，以勸告世人應對至高之神敬畏。本書在出版后于文學界非常受歡迎，在1588年至1611年间，被陸續翻译成英语、荷兰语、法语以及捷克语。
如果我对某一瞬间说：
停一停吧，你真美丽！
那时就给我套上枷锁，
那时我也情愿毁灭！
那时就让丧钟敲响，
让你的职务就此告终，
让时针停止，指针垂降，

让我的一生就此断送！——浮士德 第一部第四場，錢春綺譯
在1589年，英國劇作家、詩人及翻譯家克里斯托弗·馬洛以《約翰·浮士德記》為藍本創作《浮士德博士的悲劇》一劇。在劇中，浮士德傲慢地追求凌駕世界的權力，他鄙視神學及其對“來世”定義；將自己的一切獻給了巫術與魔鬼，從而導致悲劇。即使有相當的批判性，但從結局中浮士德懊悔來看，馬洛仍對這一角色持同情態度。本次劇改是對浮士德民間傳説的首次重大改編，也為之後文學創作奠定基礎。馬洛的《浮士德博士的悲劇》在十七世紀初左右由英國劇團帶往德意志地區傳播。不過在接下來的時間裏，“浮士德”的形象逐漸脫離馬洛原著，更多時候作爲一個喜劇角色演出，比肩即興喜劇中的卡斯帕勒。

## 外部連結
- Faust Study Guide （页面存档备份，存于）
- Restless Spirit: A Critical Study of Faust Parts I & II